# Пласедо (Техас)
Пласедо (англ. Placedo) — переписна місцевість (CDP) в США, в окрузі Вікторія штату Техас. Населення — 625 осіб (2020).

## Географія
Пласедо розташоване за координатами 28°41′31″ пн. ш. 96°49′33″ зх. д. / 28.69194° пн. ш. 96.82583° зх. д. (28.691936, -96.825904). За даними Бюро перепису населення США в 2010 році переписна місцевість мала площу 1,45 км², уся площа — суходіл.

## Демографія
Згідно з переписом 2010 року, у переписній місцевості мешкали 692 особи в 222 домогосподарствах у складі 178 родин. Густота населення становила 478 осіб/км². Було 261 помешкання (180/км²). 
Расовий склад населення:
| - 69,7 % — білих - 3,3 % — чорних або афроамериканців - 0,1 % — корінних американців - 22,7 % — осіб інших рас |

До двох чи більше рас належало 4,2 %. Іспаномовні становили 74,4 % усіх жителів.
За віковим діапазоном населення розподілялося таким чином: 29,0 % — особи молодші 18 років, 62,5 % — особи у віці 18—64 років, 8,5 % — особи у віці 65 років та старші. Медіана віку мешканця становила 35,0 року. На 100 осіб жіночої статі у переписній місцевості припадало 106,0 чоловіків; на 100 жінок у віці від 18 років та старших — 100,4 чоловіків також старших 18 років.
Середній дохід на одне домашнє господарство становив 45 265 доларів США (медіана — 30 260), а середній дохід на одну сім'ю — 48 210 доларів (медіана — 31 319). За межею бідності перебувало 28,3 % осіб, у тому числі 39,2 % дітей у віці до 18 років та 32,8 % осіб у віці 65 років та старших.
Цивільне працевлаштоване населення становило 299 осіб. Основні галузі зайнятості: будівництво — 27,4 %, транспорт — 16,1 %, роздрібна торгівля — 12,4 %, освіта, охорона здоров'я та соціальна допомога — 11,7 %.